# Quốc gia Nông tín cuộc
Quốc gia Nông tín cuộc (gọi tắt là NACO) là cơ quan phụ trách quản lý và cung cấp tín dụng nông nghiệp cho nông dân tại miền Nam Việt Nam từ năm 1957 đến năm 1967. Cơ quan này hoạt động độc lập theo cơ chế độc quyền trong lĩnh vực tín dụng nông nghiệp nhưng có phạm vi quản lý rộng khắp từ trung ương đến các địa phương của Việt Nam Cộng hòa. Trụ sở của NACO tọa lạc tại số 7, Bến Chương Dương, Quận 1, Sài Gòn.

## Lịch sử
Dưới thời Đệ Nhất Cộng hòa, Quốc gia Nông tín cuộc được thành lập do Sắc lệnh số 67-ĐT/CCĐĐ ngày 1 tháng 4 năm 1957 và sửa đổi bởi sắc lệnh số 82-TTP ngày 7 tháng 4 năm 1959, thay thế Nha Bình dân Nông nghiệp tín dụng và Sở Quốc gia tín dụng hợp tác canh nông và công nghệ. Quốc gia Nông tín cuộc nhằm mục đích phát triển kinh tế nông thôn và cải thiện đời sống dân chúng bằng cách thi hành một chính sách cho vay nhẹ lời để giúp đỡ tư nhân hoặc pháp nhân khuếch trương nông nghiệp, chăn nuôi, ngư nghiệp, lâm nghiệp và tiểu công nghệ nông thôn.
Ngoài ra nó còn trợ giúp các chương trình phát triển nông thôn như dinh điền, khu trù mật hay các dự án hợp tác với viện trợ Mỹ. Sau cuộc đảo chính năm 1963, cơ quan này vẫn tiếp tục tồn tại và hoạt động trong thời kỳ Quân quản. Ngày 31 tháng 1 năm 1967, nội các chiến tranh của Thiếu tướng Nguyễn Cao Kỳ đã ký Sắc lệnh số 27 bãi bỏ Quốc gia Nông tín cuộc và thay thế bằng Ngân hàng Phát triển Nông nghiệp. Ngân hàng này đảm nhiệm vai trò cung cấp tín dụng nông nghiệp cho đến khi Sài Gòn thất thủ ngày 30 tháng 4 năm 1975.

## Tổ chức
Cơ quan này là một cục sở công lập có tư cách pháp nhân và tài chính tự trị. Nông tín cuộc đặt dưới sự quản trị của một Ủy ban Giám đốc và dưới sự điều khiển của một Tổng Giám đốc, có một Phó Tổng Giám đốc và một Kiểm soát trưởng giúp việc.
Ủy ban Giám đốc Quốc gia Nông tín cuộc gồm có:
- Chủ tịch là Phó Tổng thống Việt Nam Cộng hòa;
- Phó Chủ tịch là Tổng Giám đốc Quốc gia Nông tín cuộc;
- Hội viên là Tổng Thư ký Phủ Tổng ủy Hợp tác xã và Nông tín;
- Hội viên là Đại diện Phủ Tổng ủy Dinh điền và Nông vụ (trước kia là Đại diện Bộ Canh nông);
- Hội viên là Phó Tổng Giám đốc Quốc gia Nông tín cuộc;
- Hội viên là Kiểm soát trưởng Quốc gia Nông tín cuộc.

Trong khi thừa hành chức vụ, những viên chức này không được có phần hùn, hay tư lợi gì bằng sự làm việc, hoặc bằng cách làm cố vấn trong những hội tư vay tiền của Quốc gia Nông tín cuộc. Tổng Giám đốc Quốc gia Nông tín cuộc do sắc lệnh bổ nhiệm, chiếu đề nghị của Tổng ủy hợp tác xã và Nông tín. Phó Tổng Giám đốc và Kiểm soát trưởng do Tổng thống bổ nhiệm, chiếu đề nghị của Tổng Giám đốc Quốc gia Nông tín cuộc được Tổng ủy Hợp tác xã và Nông tín chấp thuận. Ủy ban Giám đốc sẽ mời tham dự các phiên họp với tư cách cố vấn các chuyên viên hoặc đại diện các Bộ, nhất là Bộ Kinh tế, Tài chánh v.v... về những vấn đề liên quan đến Bộ ấy.
Nghị định số 1/UB/NTC/NĐ ngày 13 tháng 4 năm 1959 của Phó Tổng thống, Chủ tịch Ủy ban Giám đốc Quốc gia Nông tín cuộc hủy bỏ nghị định số 70/ĐT/CCĐĐ ngày 8 tháng 6 năm 1957 và nghị định số 283-BĐT/NĐ ngày 27 tháng 11 năm 1958 và quy định lại tổ chức Quốc gia Nông tín cuộc như sau: Tổng Giám đốc có một Phó Tổng Giám đốc phụ tá, thi hành nhiệm vụ qua các cơ quan sau đây: Cơ quan trung ương, chi cuộc tỉnh hay liên tỉnh, phân cuộc quận hay liên quận, và một cơ quan kiểm soát.
Cơ quan trung ương gồm có:
- Sở Tài chánh và Kế toán (4 phòng)
- Sở Nông tín Hợp tác (2 phòng), phụ trách việc cho các hợp tác xã vay.
- Sở Nông tín trực tiếp (2 phòng), phụ trách việc cho vay trực tiếp cho các tư nhân hay tập thể ngoại trừ hợp tác xã.
- Phòng Hành chánh

Chi cuộc và phân cuộc do chi cuộc trưởng và phân cuộc trưởng phụ trách. Mỗi chi cuộc trưởng có một kế toán viên và một số nhân viên khác giúp việc.
Cơ quan kiểm soát do một kiểm soát trưởng phụ trách, có một số kiểm soát viên phụ tá. Công việc văn thư của cơ quan này do một Ban Văn thư phụ trách. Kiểm soát trưởng được xếp ngang hàng với Giám đốc Nha có nhiều sở, các Kiểm soát viên được xếp ngang hàng với các Trưởng khu chuyên môn liên tỉnh.

## Hạn chế
Hạn chế của Quốc gia Nông tín cuộc trong giai đoạn hoạt động ba năm đầu chủ yếu xuất phát từ hạn chế về trình độ kỹ thuật của nông dân, sự thiếu đồng đều trong năng lực phối hợp giữa các cấp chính quyền,nhận thức xã hội và tình hình an ninh chưa bảo đảm tại một số địa phương.
Về chuyên môn, trình độ kỹ thuật của nông dân còn thấp, hạn chế khả năng áp dụng các phương pháp sản xuất mới; trong khi đó, sự phối hợp giữa các cấp chính quyền chưa đồng đều và tình hình an ninh tại một số địa phương chưa bảo đảm. Về tổ chức và thực thi, nhiều chương trình và kế hoạch triển khai chưa dựa trên khảo cứu thực tế đầy đủ, dẫn tới thiếu tính khả thi; cơ cấu quản trị của một số hợp tác xã yếu kém, thiếu trách nhiệm và chậm điều chỉnh khi gặp khó khăn. Về kinh tế, nông dân gặp trở ngại trong việc tiếp cận vốn, vật tư, giống tốt và kỹ thuật mới; lãi suất vay cao gây áp lực tài chính; hiệu quả sản xuất không ổn định, thậm chí thua lỗ do điều kiện tự nhiên, giống kém chất lượng hoặc dịch bệnh.
Ngoài ra, trong dân chúng còn tồn tại những sự hiểu lầm về mục đích, cách thức hoạt động hoặc quyền lợi của chương trình, dẫn đến sự dè dặt hoặc thiếu hợp tác trong quá trình thực hiện. Các yếu tố này kết hợp làm giảm hiệu quả và tiến độ, hạn chế tác động tích cực mà Quốc gia Nông tín cuộc mong muốn đem lại cho nông thôn miền Nam Việt Nam.

## Nhận định
Quốc gia Nông tín cuộc chịu ảnh hưởng nặng của tư duy hành chính hóa, coi nông dân là đối tượng phân bổ vốn hơn là khách hàng. Thủ tục vay phức tạp, điều kiện chặt chẽ và thời gian giải ngân chậm khiến nhiều nông dân khó tiếp cận vốn chính thức. Do đó, một bộ phận lớn nông dân phải dựa vào nguồn vốn vay phi chính thức như vay mượn từ người thân, bạn bè, vay địa chủ hoặc tham gia chơi hụi. Các kênh này nhanh gọn hơn nhưng thường tiềm ẩn rủi ro và chi phí vay cao, phản ánh hạn chế của hệ thống tín dụng nông nghiệp chính thức ở miền Nam Việt Nam thời bấy giờ.